# Rhoadsia
Genre
Rhoadsia est un genre de poissons téléostéens de la famille des Characidae et de l'ordre des Characiformes.

## Liste d'espèces
Selon FishBase (13 juin 2015):
- Rhoadsia altipinna Fowler, 1911
- Rhoadsia minor Eigenmann & Henn, 1914